# Closenbruch
Das Closenbruch ist ein unter Naturschutz stehendes Bruch und Natura 2000-Gebiet im Saarpfalz-Kreis im Saarland. Das Closenbruch liegt zwischen Homburg und seinem Stadtteil Bruchhof-Sanddorf und wurde nach dem Adelsgeschlecht Closen benannt. Zum Naturschutzgebiet wurde das Areal am 19. September 1990 erklärt und am 13. November 2015 erweitert. Auf den 81,5 ha großen Wiesen fließt der Karlsbergbach in den Reichersbach, welcher wiederum in den Erbach fließt.

## Flora & Fauna

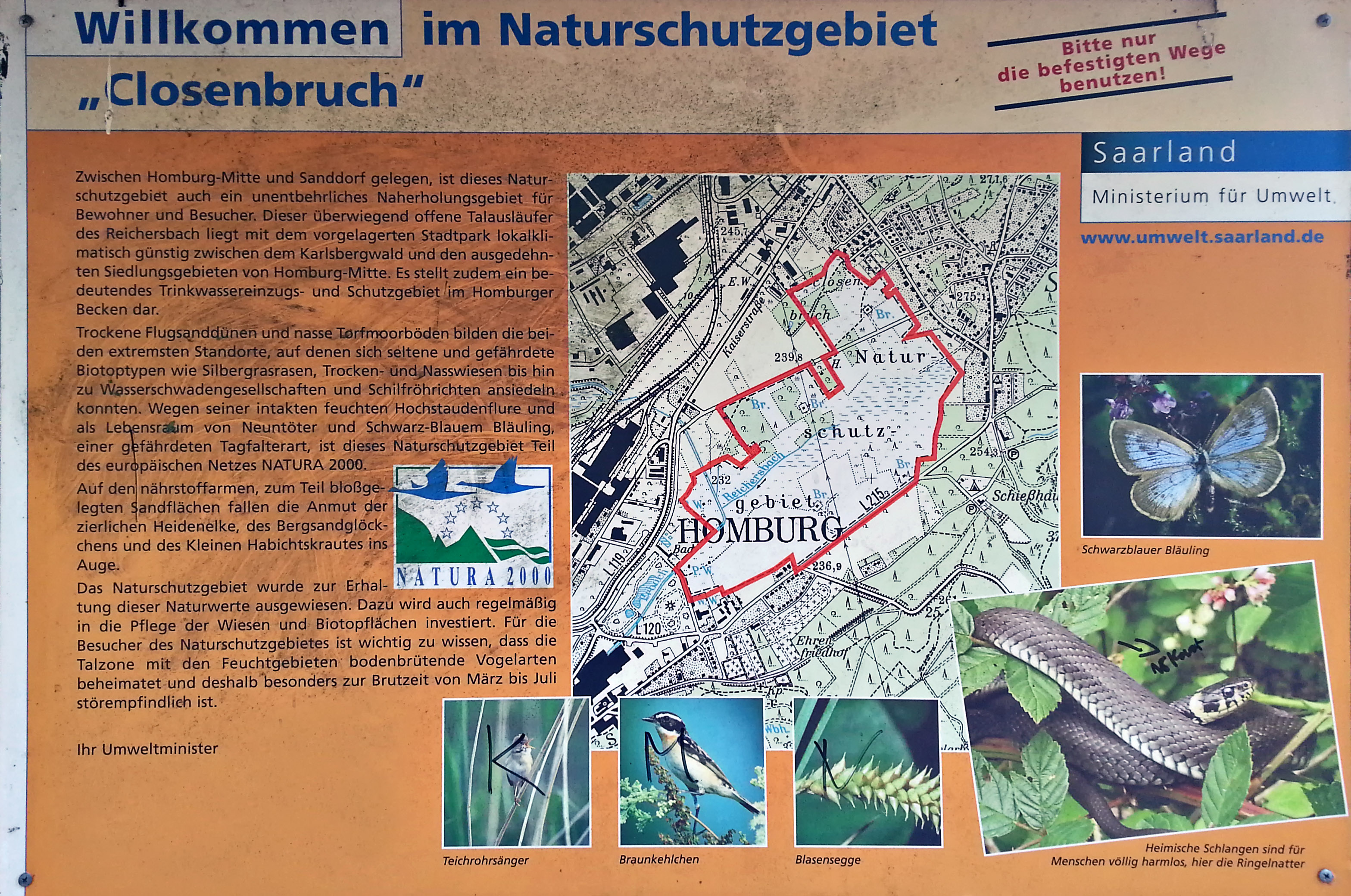
Infotafel zum Naturschutzgebiet Closenbruch

Im Closenbruch befinden sich Borstgrasweiden und feuchte Hochstaudenflure. In der Tierwelt finden sich Neuntöter, Großer Feuerfalter und der Dunkle Wiesenknopf-Ameisenbläuling.

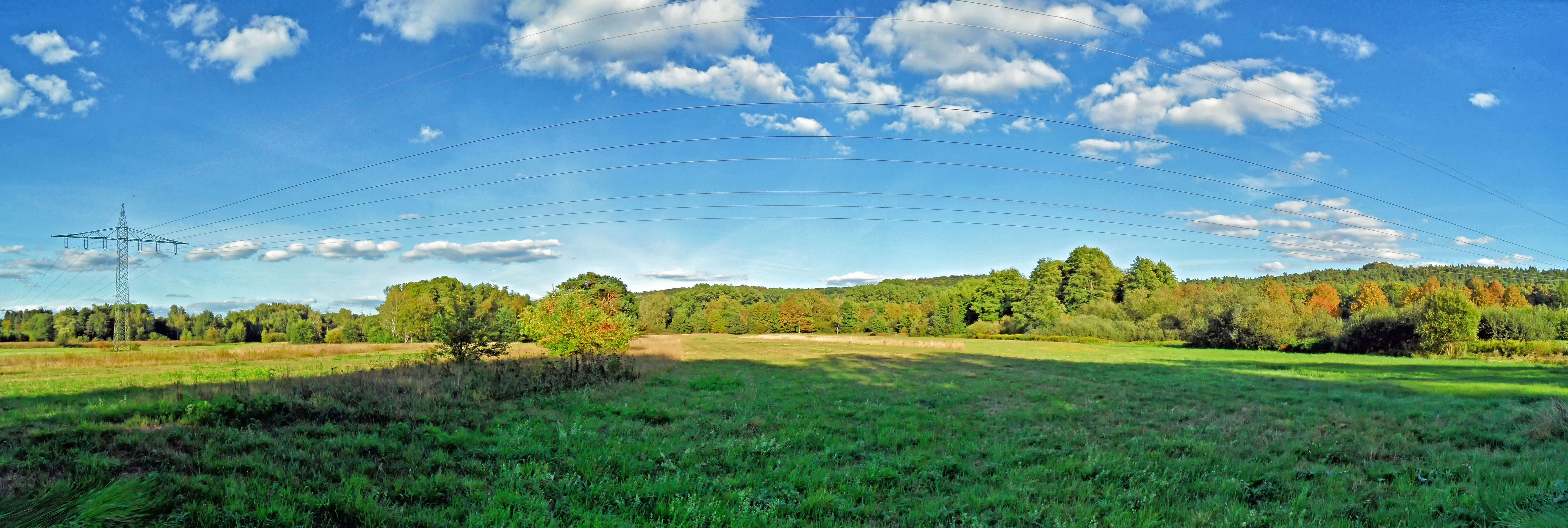
Closenbruch Panorama